# Eugen von Kirchbach

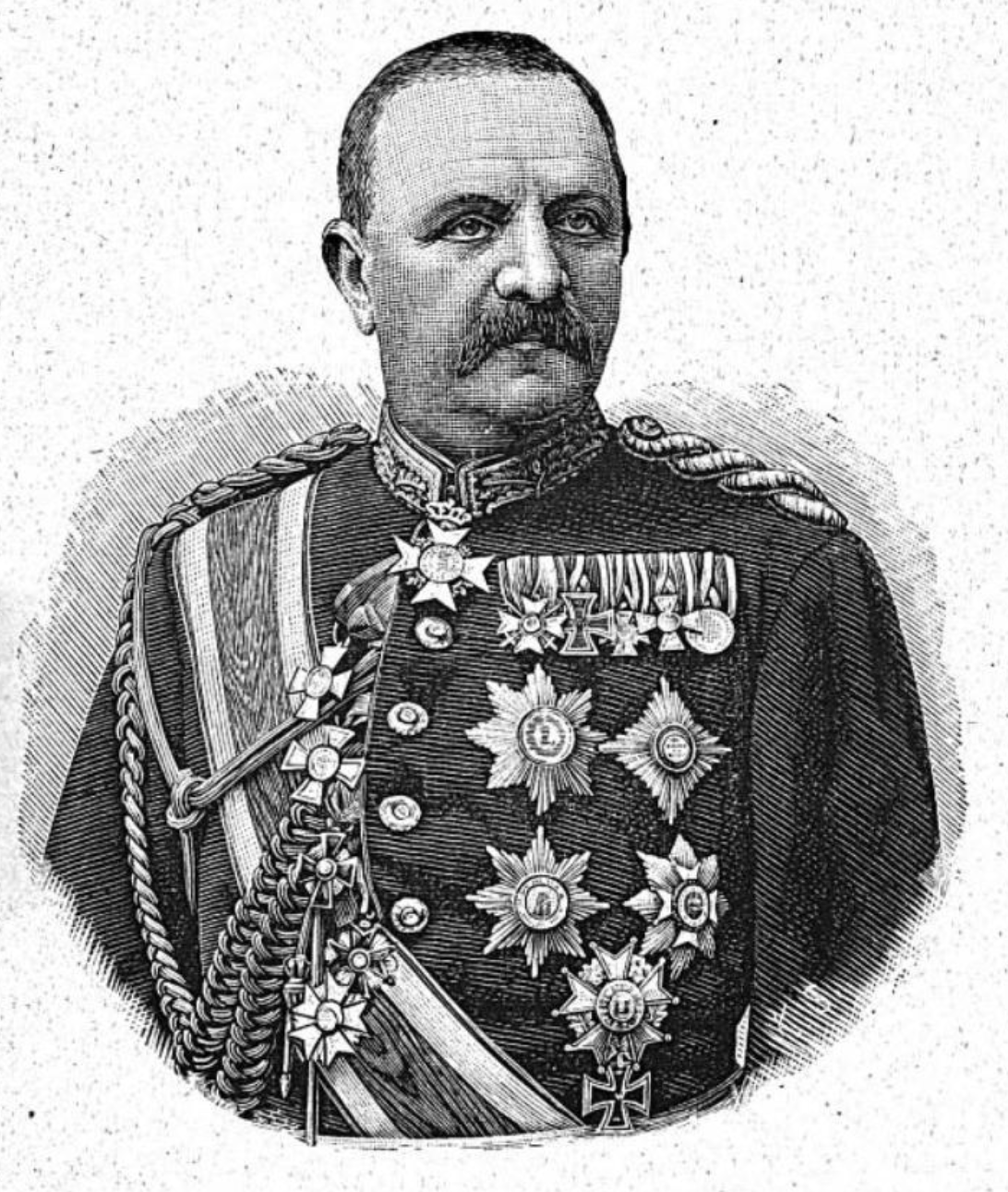
Eugen von Kirchbach

Hans Kurt Eugen von Kirchbach (* 1. Dezember 1835 bei Cunnersdorf zu Königstein; † 10. Februar 1911 in Dresden) war ein sächsischer General der Kavallerie.

## Leben

### Herkunft
Eugen entstammte dem sächsischen Adelsgeschlecht Kirchbach. Er war der Sohn des Oberlandforstmeisters Carl von Kirchbach (1799–1893), königlich sächsischer Geheimer Finanzrat und Kammerherr, und dessen erster Ehefrau Mathilde, geborene von Sprenger. Er hatte einen Bruder, den sächsischen Verwaltungsjuristen und Landtagsabgeordneten Hugo von Kirchbach. Sein Vater heiratete im Jahre 1846 erneut und bekam drei weitere Kinder, den Generaldirektor der Königlich Sächsischen Staatseisenbahn, Karl von Kirchbach, den Generaloberst der sächsischen Armee, Hans von Kirchbach und Johanne Charlotte von Kirchbach.

### Militärkarriere
Kirchbach wurde bis 1843 im elterlichen Hause erzogen und besuchte die nächsten acht Jahre das Institut des Direktors Petasch in Dresden, wonach er am 1. April 1851 in das Kadettenkorps der Sächsischen Armee eintrat. Nach langjähriger Erziehung trat er am 1. April 1854 als Fahnenjunker in das 3. Reiter-Regiment ein, wo er am 19. Oktober zum Leutnant befördert wurde und die Erlaubnis zum Tragen der Epauletts erhielt. Nach mehreren Jahren im Regiment wurde er am 1. August 1861 in das 2. Reiter-Regiment versetzt und dort am 11. Dezember desselben Jahres zum charakterisierten Oberleutnant befördert. Er besuchte kurz davor einen zweijährigen Fortbildungskurs beim Generalstab in Dresden. Ab dem 1. Januar 1863 wurde er inzwischen als Regimentsadjutant verwendet und zum etatsmäßigen Oberleutnant befördert. Am 1. März desselben Jahres ernannte ihn der Kriegsminister Bernhard von Rabenhorst zum persönlichen Adjutanten. Am 17. Juni 1866 wurde er in das Kriegsministerium versetzt und nahm in dieser Eigenschaft während des Krieges gegen Preußen an den Schlachten bei Gitschin und Königgrätz teil. Nachdem Kriegsminister von Rabenhorst am 26. Oktober in seinem Posten zurücktrat und durch Generalmajor Alfred von Fabrice ersetzt wurde, blieb Kirchbach noch bis Ende 1866 Adjutant des Kriegsministers.
Am 1. Januar 1867 kehrte er mit der Versetzung in das Garde-Reiter-Regiment wieder in den Truppendienst zurück, wo er am 2. März zum Rittmeister und Eskadronchef aufstieg. Nach zwei Jahren in dieser Position kehrte er am 1. April 1869 erneut in den Generalstab zurück, um kurz darauf in den Großen Generalstab unter der Leitung von Helmut von Moltke in Berlin kommandiert zu werden. Dort verblieb er bis zum 31. Mai 1870 und wurde nachfolgend der preußischen 20. Division zugeteilt. Bei der Mobilmachung anlässlich des Krieges gegen Frankreich kehrte Kirchbach nach Sachsen zurück und wurde mit dem Hauptmann Reyher (ebenfalls ein Schüler von Moltke), dem Generalstab der Kavallerie-Division zugeteilt. Die Division beteiligte sich während seiner Zeit im Generalstab an der Schlacht bei Gravelotte. Nachdem Hauptmann Reyer zum Generalkommando abkommandiert wurde, leitete Kirchbach alleine den Generalstabsdienst der Division. Ferner beteiligte sich die Division an dem Reitergefecht bei Buzancy, der Schlacht bei Chauvency, dem Gefecht von Nouart, der Schlacht von Beaumont und der Schlacht bei Sedan. Kirchbach war bei der Beschießung von Verdun, der Belagerung von Paris und der Schlacht bei Saint-Quentin beteiligt und wurde mit dem Eisernen Kreuz I. Klasse ausgezeichnet.
Er avancierte am 22. April 1872 zum Major im Generalstabe und kehrte am 1. Dezember 1873 als etatmäßiger Stabsoffizier zum Garde-Reiter-Regiment zurück. Am 1. November 1874 beauftragte man ihn mit der Führung des 1. Reiter-Regiments in Großenhain und am 22. Juni 1875 erfolgte seine Ernennung zum Kommandeur des Verbandes. Er wurde in dieser Eigenschaft am 9. September 1876 zum Oberstleutnant und am 21. Dezember 1880 zum Oberst befördert. Er nahm an der Beisetzung des russischen Kaisers Alexander II. in Sankt Petersburg teil. Er wurde am 23. April 1884 Kommandeur der 2. Kavallerie-Brigade Nr. 24 und in dieser Position am 14. Januar 1887 zum Generalmajor befördert. Am 1. April 1887 wurde er Kommandeur der neuerrichteten 3. Kavallerie-Brigade Nr. 32. Am 1. April 1889 wurde er Kommandeur der 1. Kavallerie-Brigade Nr. 23. Anfang September 1890 führte Kirchbach im Manöver gegen preußische Truppen unter Generalleutnant Ernst von Leipziger eine aus sechs Kavallerieregimentern und reitender Artillerie zusammengestellte Division zwischen Leipzig und Torgau. Im Anschluss an die Übungen wurde er zum Generalleutnant befördert und am 28. November 1890 zum Kommandeur der 3. Division Nr. 32 ernannt. In Genehmigung seines Abschiedsgesuches wurde Kirchbach unter gleichzeitiger Beförderung zum General der Kavallerie am 9. April 1896 mit Pension und der Berechtigung zum Tragen seiner Uniform zur Disposition gestellt.
Er war bis 1893 unter anderem mit dem Komturkreuz I. Klasse des Verdienstordens, den Großkreuzen des Albrechts-Ordens, Verdienstordens Philipps des Großmütigen, Sachsen-Ernestinischen-Hausordens und toskanischen Militärverdienstordens sowie dem Orden der Eisernen Krone I. Klasse und dem Roten Adlerorden, preußischen Kronenorden, Orden der Heiligen Anna, Sankt-Stanislaus-Orden II. Klasse ausgezeichnet worden.

### Familie
Kirchbach verheiratete sich am 25. April 1863 in Greiz mit Ernestine von Reitzenstein (1836–1873) verheiratet. Aus der Ehe gingen die drei Kinder Hans (* 1864, Amtshauptmann), Fritz (* 1867, Offizier und Regierungsrat) und Margarethe (* 1869) hervor. Nach dem Tod seiner Frau heiratete Kirchbach am 10. Januar 1887 in Dresden Priscilla, verwitwete von Posern, geborene von Humboldt (* 1853).